# Marco Ambrosio
Marco Ambrosio (Brescia, 30 maggio 1973) è un allenatore di calcio ed ex calciatore italiano, di ruolo portiere, preparatore dei portieri della formazione Primavera del Lumezzane.

## Carriera

### Giocatore

#### Club

##### Inizi
Cresciuto nelle file di Lumezzane ed Atalanta, nel 1993 si è trasferito in prestito al Pisa, in Serie B. Il debutto nel campionato cadetto è avvenuto il 29 agosto 1993, in Pisa-Modena (3-0). Rientrato all'Atalanta nel gennaio 1994, vi ha militato fino al termine della stagione, senza disputare alcun incontro. Nella stagione 1993-1994 ha giocato al Prato, in Serie C1. La stagione successiva ha giocato in prestito al Ravenna, sempre in Serie C1. Nel 1996 è tornato al Prato, con cui ha disputato da titolare il campionato di Serie C1 1996-1997, totalizzando 30 reti subite in 34 incontri disputati. 

##### Dalla Sampdoria al Chievo
Nel 1997 si è trasferito alla Sampdoria, in Serie A. Ha debuttato in massima serie il 2 novembre 1997, in Sampdoria-Milan (0-3), subentrando all'infortunato Fabrizio Ferron al minuto 20 del primo tempo. Ha militato nel club doriano per due stagioni, totalizzando 10 presenze e 17 reti subite in campionato. Il 31 gennaio 2000 si è trasferito alla Lucchese, in Serie C1, nell'ambito dell'operazione che ha portato Federico Bigliazzi alla Sampdoria. Ha militato nelle file della Lucchese per una stagione e mezzo, totalizzando 46 presenze e 39 reti subite. Nell'estate 2001 è tornato in Serie A, acquistato dal Chievo come vice di Cristiano Lupatelli. Ha militato nelle file del club clivense per due stagioni, totalizzando 10 presenze e 11 reti subite. 

##### Estero: Chelsea e Grasshoppers
Il 2 giugno 2003 è stato ufficializzato il suo trasferimento al Chelsea. Ha militato nel club londinese per una sola stagione, totalizzando 8 presenze ed altrettante reti subite in campionato. L'11 agosto 2004 si è trasferito al Grasshoppers, club svizzero. Il 7 gennaio 2005 è tornato in Italia, trasferendosi a titolo definitivo alla Salernitana, in Serie B. Ha militato nel club campano per una stagione e mezzo, totalizzando 54 presenze ed altrettante reti subite in campionato. 

##### Ultimi anni
Nel luglio 2006 è passato al Brescia. Riserva di Emiliano Viviano, ha militato nelle file delle Rondinelle per una stagione, totalizzando 2 presenze in campionato. Il 19 luglio 2007 si è trasferito alla Reggiana, in Serie C2. Ha militato nel club emiliano per due stagioni, ottenendo la promozione in Serie C1 nella stagione 2007-2008 e la qualificazione ai play-off di Serie C1 nella stagione successiva. Il 27 agosto 2009 ha firmato un contratto con il Feralpisalò, club militante in Lega Pro Seconda Divisione. Al termine della stagione è rimasto svincolato. Nel gennaio 2011 è stato ingaggiato dal San Paolo d'Argon, in Eccellenza lombarda. Nell'estate 2011 è passato al ValgobbiaZanano, in Prima Categoria. Ha militato nel club gialloblu per due stagioni, rimanendo svincolato al termine della stagione 2012-2013. Nell'ottobre 2018 è tornato a giocare, trovando un accordo con il Chiari, club con cui ha concluso la propria carriera da calciatore al termine della stagione.

#### Nazionale
Tra il 1993 e il 1994 è stato convocato due volte in nazionale Under-21 italiana, senza mai giocare.

### Allenatore
Il 17 giugno 2011 è diventato preparatore dei portieri delle giovanili del Lumezzane. Ha mantenuto l'incarico fino al termine della stagione successiva. Nell'estate 2013 è diventato preparatore portieri della Primavera del Brescia. Dopo tre stagioni al Brescia, nel 2016 ha assunto il ruolo di preparatore portieri dell'Under-17 del Milan. La stagione successiva è rimasto al Milan, diventando preparatore portieri della Primavera. Nel 2019 è diventato preparatore portieri delle giovanili della Feralpisalò. Nel 2021 è tornato al Lumezzane, diventandone preparatore dei portieri della Primavera.

## Statistiche

### Presenze e reti nei club
| Stagione               | Squadra                | Campionato             | Campionato | Campionato | Coppe nazionali | Coppe nazionali | Coppe nazionali | Coppe continentali | Coppe continentali | Coppe continentali | Altre coppe | Altre coppe | Altre coppe | Totale | Totale | Totale |
| Stagione               | Squadra                | Comp                   | Pres       | Reti       | Comp            | Pres            | Reti            | Comp               | Pres               | Reti               | Comp        | Pres        | Reti        | Pres   | Reti   |        |
| ---------------------- | ---------------------- | ---------------------- | ---------- | ---------- | --------------- | --------------- | --------------- | ------------------ | ------------------ | ------------------ | ----------- | ----------- | ----------- | ------ | ------ | ------ |
| 1992-1993              | Atalanta               | A                      | 0          | 0          | CI              | 0               | 0               | -                  | -                  | -                  | -           | -           | -           | 0      | 0      |        |
| 1993-gen. 1994         | Pisa                   | B                      | 9          | -16        | CI              | 2               | -2              | -                  | -                  | -                  | -           | -           | -           | 11     | -18    |        |
| gen.-giu. 1994         | Atalanta               | A                      | 0          | 0          | CI              | 0               | 0               | -                  | -                  | -                  | -           | -           | -           | 0      | 0      |        |
| 1994-1995              | Prato                  | C1                     | 15         | -14        | CISC            | ?               | -?              | -                  | -                  | -                  | -           | -           | -           | 15+    | -14+   |        |
| 1995-1996              | Ravenna                | C1                     | 10         | -8         | CISC            | ?               | -?              | -                  | -                  | -                  | -           | -           | -           | 10+    | -8+    |        |
| 1996-1997              | Prato                  | C1                     | 34         | -30        | CISC            | ?               | -?              | -                  | -                  | -                  | -           | -           | -           | 34+    | -30+   |        |
| 1997-1998              | Sampdoria              | A                      | 3          | -6         | CI              | 1               | -2              | UEFA               | 1                  | -2                 | -           | -           | -           | 5      | -10    |        |
| 1998-1999              | Sampdoria              | A                      | 7          | -11        | CI              | 1               | -1              | Intertoto          | 1                  | 0                  | -           | -           | -           | 9      | -12    |        |
| 1999-gen. 2000         | Sampdoria              | B                      | 0          | 0          | CI              | 1               | -2              | -                  | -                  | -                  | -           | -           | -           | 1      | -2     |        |
| Totale Sampdoria       | Totale Sampdoria       | Totale Sampdoria       | 10         | -17        |                 | 3               | -5              |                    | 2                  | -2                 |             | -           | -           | 17     | -24    |        |
| gen.-giu. 2000         | Lucchese               | C1                     | 13         | -7         | CI+CISC         | 0+0             | 0+0             | -                  | -                  | -                  | -           | -           | -           | 13     | -7     |        |
| 2000-2001              | Lucchese               | C1                     | 33         | -32        | CISC            | ?               | -?              | -                  | -                  | -                  | -           | -           | -           | 33+    | -32+   |        |
| Totale Lucchese        | Totale Lucchese        | Totale Lucchese        | 46         | -39        |                 | 0+              | 0+              |                    | -                  | -                  |             | -           | -           | 46+    | -39+   |        |
| 2001-2002              | Chievo                 | A                      | 2          | 0          | CI              | 1               | -1              | -                  | -                  | -                  | -           | -           | -           | 3      | -1     |        |
| 2002-2003              | Chievo                 | A                      | 8          | -11        | CI              | 4               | -6              | UEFA               | 0                  | 0                  | -           | -           | -           | 12     | -17    |        |
| Totale Chievo          | Totale Chievo          | Totale Chievo          | 10         | -11        |                 | 5               | -7              |                    | 0                  | 0                  |             | -           | -           | 15     | -18    |        |
| 2003-2004              | Chelsea                | PL                     | 8          | -8         | FA+FLC          | 0+1             | 0+-2            | UCL                | 3                  | -5                 | -           | -           | -           | 12     | -15    |        |
| 2004-gen. 2005         | Grasshoppers           | SL                     | 14         | -22        | CI              | 2               | -2              | -                  | -                  | -                  | -           | -           | -           | 16     | -24    |        |
| gen.-giu. 2005         | Salernitana            | B                      | 22         | -21        | CI              | 0               | 0               | -                  | -                  | -                  | -           | -           | -           | 22     | -21    |        |
| 2005-2006              | Salernitana            | C1                     | 31+2       | -30+-3     | CISC            | ?               | -?              | -                  | -                  | -                  | -           | -           | -           | 33+    | -33+   |        |
| Totale Salernitana     | Totale Salernitana     | Totale Salernitana     | 55         | -54        |                 | 0+              | 0+              |                    | -                  | -                  |             | -           | -           | 55+    | -54+   |        |
| 2006-2007              | Brescia                | B                      | 2          | -2         | CI              | 0               | 0               | -                  | -                  | -                  | -           | -           | -           | 2      | -2     |        |
| 2007-2008              | Reggiana               | C2                     | 34         | -27        | CISC            | 2               | -3              | -                  | -                  | -                  | SCC2        | 1           | 0           | 37     | -30    |        |
| 2008-2009              | Reggiana               | LP1                    | 22         | -23        | CILP            | 3               | -2              | -                  | -                  | -                  | -           | -           | -           | 25     | -25    |        |
| Totale Reggiana        | Totale Reggiana        | Totale Reggiana        | 56         | -50        |                 | 5               | -5              |                    | -                  | -                  |             | 1           | 0           | 62     | -55    |        |
| 2009-2010              | Feralpisalò            | LP2                    | 18+2       | -17+-2     | CILP            | ?               | -?              | -                  | -                  | -                  | -           | -           | -           | 20     | -19    |        |
| gen.-giu. 2011         | San Paolo d'Argon      | Ecc.                   | ?          | -?         | -               | -               | -               | -                  | -                  | -                  | -           | -           | -           | ?      | -?     |        |
| 2011-2012              | ValgobbiaZanano        | PC                     | ?          | -?         | -               | -               | -               | -                  | -                  | -                  | -           | -           | -           | ?      | -?     |        |
| 2012-2013              | ValgobbiaZanano        | PC                     | ?          | -?         | -               | -               | -               | -                  | -                  | -                  | -           | -           | -           | ?      | -?     |        |
| Totale ValgobbiaZanano | Totale ValgobbiaZanano | Totale ValgobbiaZanano | ?          | -?         |                 | -               | -               |                    | -                  | -                  |             | -           | -           | ?      | -?     |        |
| ott. 2018-2019         | Chiari                 | PC                     | ?          | -?         | -               | -               | -               | -                  | -                  | -                  | -           | -           | -           | ?      | -?     |        |
| Totale carriera        | Totale carriera        | Totale carriera        | 289+       | -290+      |                 | 18+             | -23+            |                    | 5                  | -7                 |             | 1           | 0           | 313+   | -320+  |        |

## Palmarès

### Giocatore

#### Competizioni giovanili
- Campionato Primavera: 1

Atalanta: 1992-1993
- Torneo di Viareggio: 1

Atalanta: 1993
- Trofeo Dossena: 1

Atalanta: 1993

#### Competizioni nazionali
- Campionato italiano Serie C1: 1

Ravenna: 1995-1996 (girone A)
- Campionato italiano Serie C2: 1

Reggiana: 2007-2008 (girone B)